# Unleashed in the East
Unleashed in the East är ett livealbum av Judas Priest, utgivet i oktober 1979. Det är inspelat 1979 i Tokyo, Japan.

## Låtlista
1. "Exciter" (Rob Halford/Glenn Tipton) - 5:32
2. "Running Wild" (Glenn Tipton) - 2:49
3. "Sinner" (Rob Halford/Glenn Tipton) - 7:29
4. "The Ripper" (Rob Halford/Glenn Tipton) - 2:34
5. "Green Manalishi (With the Two-Pronged Crown)" (Peter Green) - 3:12
6. "Diamonds and Rust" (Joan Baez) - 3:29
7. "Victim of Changes" (Al Atkins/K.K. Downing/Rob Halford/Glenn Tipton) - 7:05
8. "Genocide" (K.K. Downing/Rob Halford/Glenn Tipton) - 7:15
9. "Tyrant" (Rob Halford/Glenn Tipton) - 4:27
Bonusspår på 2001 års utgåva
10. "Rock Forever" (K.K. Downing/Rob Halford/Glenn Tipton) - 3:27
11. "Delivering the Goods" (K.K. Downing/Rob Halford/Glenn Tipton) - 4:07
12. "Hell Bent for Leather" (Glenn Tipton) - 2:40
13. "Starbreaker" (K.K. Downing/Rob Halford/Glenn Tipton) - 5:59

## Medverkande
- Rob Halford - sång
- Glenn Tipton - gitarr
- K.K. Downing - gitarr
- Ian Hill - bas
- Les Binks - trummor